# Frea vagemarmorata
Frea vagemarmorata är en skalbaggsart som beskrevs av Stefan von Breuning 1949. Frea vagemarmorata ingår i släktet Frea och familjen långhorningar.
Artens utbredningsområde är Kenya. Inga underarter finns listade i Catalogue of Life.